# Pipistrellus abramus
Pipistrellus abramus là một loài động vật có vú trong họ Dơi muỗi, bộ Dơi. Loài này được Temminck mô tả năm 1838.

## Hình ảnh

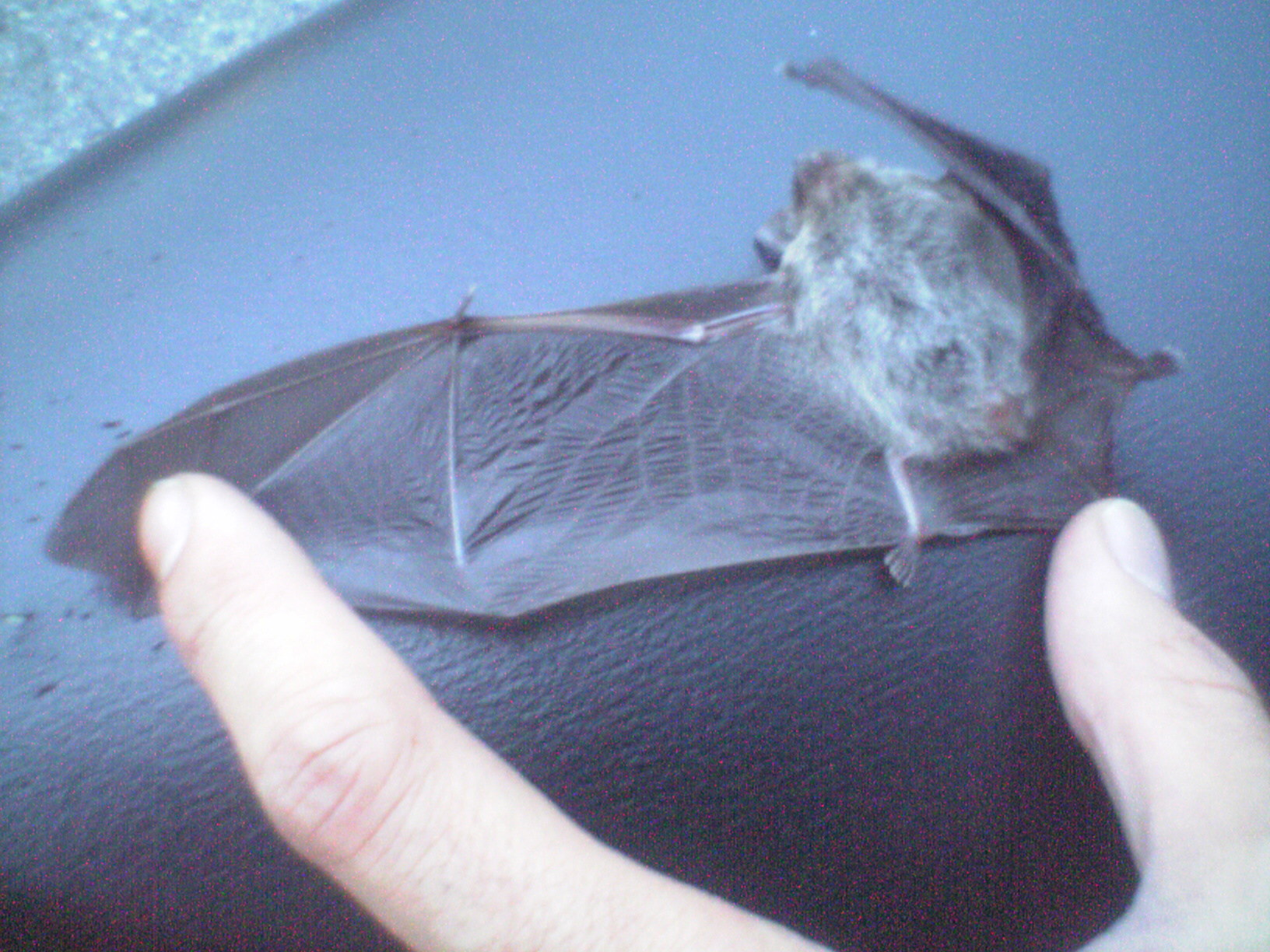